# Goniometrische functie
Een goniometrische functie, ook wel trigonometrische functie genoemd, is een oorspronkelijk in de goniometrie gedefinieerde functie van een hoek die een verband legt tussen een scherpe hoek in een rechthoekige driehoek en de verhouding van bepaalde zijden van die driehoek. In de wiskunde zijn deze functies gegeneraliseerd. De inverse van de goniometrische functie is de cyclometrische functie.
De meest gebruikte goniometrische functies zijn:
- sinus (sin)
- cosinus (cos)
- tangens (tan of tg)
- cotangens (cot)
- secans (sec)
- cosecans (csc of cosec)

In de onderstaande tabel staan enkele verbanden tussen de verschillende goniometrische functies.
| Functie   | Afkorting      | {\displaystyle x} in radialen                                                                               |
| --------- | -------------- | --- |
| Sinus     | sin            | {\displaystyle \sin x=\cos \left({\frac {\pi }{2}}-x\right)={\frac {1}{\csc x}}}                            |
| Cosinus   | cos            | {\displaystyle \cos x=\sin \left({\frac {\pi }{2}}-x\right)={\frac {1}{\sec x}}}                            |
| Tangens   | tan of tg      | {\displaystyle \tan x={\frac {\sin x}{\cos x}}\ =\cot \left({\frac {\pi }{2}}-x\right)={\frac {1}{\cot x}}} |
| Cotangens | cot            | {\displaystyle \cot x={\frac {\cos x}{\sin x}}=\tan \left({\frac {\pi }{2}}-x\right)={\frac {1}{\tan x}}}   |
| Secans    | sec            | {\displaystyle \sec x=\csc \left({\frac {\pi }{2}}-x\right)={\frac {1}{\cos x}}}                            |
| Cosecans  | csc (of cosec) | {\displaystyle \csc x=\sec \left({\frac {\pi }{2}}-x\right)={\frac {1}{\sin x}}}                            |

## Oude goniometrische functies
| Functie                                        | Afkorting                                                                      | Waarde                                      |
| ---------------------------------------------- | ------------------------------------------------------------------------------ | ------------------------------------------- |
| Sinus versus                                   | {\displaystyle {\textrm {versin}}\,x} {\displaystyle {\textrm {vers}}\,x}      | {\displaystyle 1-\cos x\,}                  |
| Cosinus versus                                 | {\displaystyle {\textrm {coversin}}\,x} {\displaystyle {\textrm {cover}}\,x}   | {\displaystyle 1-\sin x\,}                  |
| Halve sinus versus                             | {\displaystyle {\textrm {haversin}}\,x} {\displaystyle {\textrm {hav}}\,x}     | {\displaystyle {\tfrac {versin\,x}{2}}\,}   |
| Halve cosinus versus Cohaversinus Havercosinus | {\displaystyle {\textrm {hacoversin}}\,x} {\displaystyle {\textrm {hacov}}\,x} | {\displaystyle {\tfrac {coversin\,x}{2}}\,} |
| Exsecans                                       | {\displaystyle {\textrm {exsec}}\,x\,}                                         | {\displaystyle \sec x-1\,}                  |
| Excosecans                                     | {\displaystyle {\textrm {excsc}}\,x\,}                                         | {\displaystyle \csc x-1\,}                  |

Sommige goniometrische functies zijn in de loop der tijden in onbruik geraakt:
- sinus versus (versin)
- cosinus versus (coversin)
- halve sinus versus (haversin)
- halve cosinus versus (hacoversin)
- exsecans (exsec)
- excosecans (excsc)

## Goniometrie in een driehoek
In een rechthoekige driehoek geldt:
| {\displaystyle {\text{sinus}}}     | = | {\displaystyle {\frac {\text{overstaande zijde}}{\text{schuine zijde}}}}     | = | {\displaystyle {\frac {o}{s}}}              |
| {\displaystyle {\text{cosinus}}}   | = | {\displaystyle {\frac {\text{aanliggende zijde}}{\text{schuine zijde}}}}     | = | {\displaystyle {\frac {a}{s}}}              |
| {\displaystyle {\text{tangens}}}   | = | {\displaystyle {\frac {\text{overstaande zijde}}{\text{aanliggende zijde}}}} | = | {\displaystyle {\frac {o}{a}}}              |
| {\displaystyle {\text{cotangens}}} | = | {\displaystyle {\frac {\text{aanliggende zijde}}{\text{overstaande zijde}}}} | = | {\displaystyle {\frac {1}{\text{tangens}}}} |
| {\displaystyle {\text{secans}}}    | = | {\displaystyle {\frac {\text{schuine zijde}}{\text{aanliggende zijde}}}}     | = | {\displaystyle {\frac {1}{\text{cosinus}}}} |
| {\displaystyle {\text{cosecans}}}  | = | {\displaystyle {\frac {\text{schuine zijde}}{\text{overstaande zijde}}}}     | = | {\displaystyle {\frac {1}{\text{sinus}}}}   |

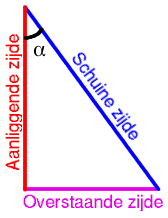
Rechthoekige driehoek met aanduiding van de verschillende zijden ten opzichte van de hoek α.

Een ezelsbruggetje voor de eerste drie is soscastoa.